# Solway Group
Solway Investment Group Limited (la compañía es la sucesora legal del Fondo de Inversión Solway desde 2011) es un grupo minero y metalúrgico internacional privado ubicado en Suiza. El Grupo lleva a cabo operaciones en Macedonia del Norte, Ucrania, Indonesia y Guatemala.
La compañía ha sido acusada de diversas irregularidades, incluyendo delitos ambientales en sus operaciones en Guatemala. La información publicada proviene de un ataque informático a subsidiarias de Solway, y se argumenta que las acusaciones presentadas en los medios son falsas y sacadas de contexto.
La compañía fue mencionada como involucrada en transacciones bancarias sospechosas. En 2020, una investigación independiente relacionada, realizada por Clifford Chance, no incluyó a Solway ni a ninguna de las compañías mencionadas en su informe final.

## Historia
Solway es un grupo minero y metalúrgico de propiedad familiar con sede en Suiza. La compañía fue fundada por Aleksandr Bronstein, ciudadano de Estonia nacido en la URSS en 1954. Aleksandr Bronstein se retiró de todos los cargos en Solway en 2020 y dejó de tener intereses en la compañía. Los actuales propietarios de Solway son sus hijos, Dan y Christian Bronstein, ambos ciudadanos alemanes.
La compañía fue originalmente establecida en Chipre en 2011 y en 2015 se trasladó a Suiza, un conocido centro de la industria minera y de materias primas.
El grupo opera minas y plantas metalúrgicas en Guatemala, Ucrania, Macedonia del Norte e Indonesia, con un enfoque en la producción de níquel. Ha estado activo en el negocio del níquel desde 2003, cuando Solway adquirió un activo en problemas en Ucrania, invirtió en su reconstrucción y comenzó la producción de ferro-níquel. Este activo es conocido hoy como"Planta de Ferro-Níquel de Pobuzhsky" ("PFP") y continuó operando a pesar de la guerra hasta octubre de 2022. El 22 de octubre de 2022, debido a un ataque con misiles del ejército ruso, la subestación eléctrica fue destruida y, en consecuencia, se interrumpió por completo el suministro de energía a la PFP. Aunque la producción se detuvo por completo, el grupo continúa brindando apoyo financiero a los residentes locales y la infraestructura social de la ciudad de Pobuzhsky.

## Hitos Clave del Grupo Solway
En 2003, se realizó la primera adquisición: la Planta de Ferro-Níquel de Pobuzhsky (PFP) en Ucrania. La planta fue construida en 1964 en la Unión Soviética y estuvo inactiva durante 3 años antes de que Solway la adquiriera. En 2014, tuvo lugar un intento de adquisición hostil de la PFP, que resultó en una investigación por parte de la inteligencia ucraniana. El resultado mostró la ausencia de vínculos con el gobierno ruso o personas políticamente expuestas rusas. El intento de adquisición hostil no tuvo éxito.
En 2003, también tuvo lugar la adquisición de Metachim, una planta química en Rusia. En 2011, Metachim se convirtió en objeto de una adquisición hostil por parte del Grupo Phosagro, respaldado por el viceministro de Economía de Rusia. Solway se vio obligada a vender Metachim.
En 2005, Solway adquirió Bucim, una mina y refinería de cobre en Macedonia del Norte, y adquirió SASA, una mina y refinería de zinc y plomo en Macedonia del Norte. El activo se compró en estado de insolvencia durante un procedimiento de quiebra. El proyecto SASA se vendió en 2015, y en ese momento las inversiones en SASA ascendían a 10,9 millones de euros.
En 2006, se adquirió una licencia de exploración en las Islas Kuriles, Rusia. La exploración resultó en la construcción de la mina de oro KurilGeo, que comenzó la producción de oro en 2014.
En 2007, Solway adquirió sus primeras licencias en Indonesia y continuó adquiriendo otras en 2012.
En 2011, se adquirió el proyecto Fenix, un proyecto de níquel en Guatemala que se compró a Hudbay Minerals por 170 millones de dólares. La operación había estado en cuidado y mantenimiento desde 1980.En junio de 2014, comenzó la producción en Guatemalay en 2019 alcanzó su capacidad planificada.
En 2015, se adquirió el proyecto San Jorge Copper en Argentina de Coro Mining listada en la TSX.
En 2019, se adquirió el proyecto ZGRK. Habían quedado depósitos de oro después de la actividad de una mina de oro en la década de 1930 en la región de Baikal, Rusia. El proyecto tenía como objetivo el reciclaje de los depósitos, la extracción del oro restante y la recultivación.
En 2021, la compañía vendió el proyecto Maba de níquel en Indonesia, que requería la construcción de una extensa infraestructura, incluyendo una planta de energía a base de carbón.
En el mismo año, la compañía invirtió en proyectos de níquel en Estados Unidos, Nevada Copper y Talon Metals Corp a través de Pallinghurst, un proyecto de exploración de níquel en Minnesota llamado Tamarack.
En 2022, después del inicio de la guerra en Ucrania, Solway condenó públicamente la agresión rusa y decidió retirarse de todas las operaciones y proyectos de inversión en Rusia. Como resultado, se vendieron tanto KurilGeo como ZGRK como un paquete (KurilGeo por una consideración nominal debido al final de la vida útil de la mina y ZGRK por una consideración de menos del 75% de la inversión total gastada en la adquisición y construcción de la mina hasta la salida).

## Propiedades e Inversiones Actuales
El proyecto de níquel Fenix es operado por las compañías CGN y PRONICO. Desde 2011, Solway ha invertido casi 620 millones de dólares estadounidenses en el Proyecto Fenix. Hoy en día, el Proyecto Fenix consta de una mina de níquel de clase mundial, una central eléctrica recién construida y la instalación de procesamiento de metales PRONICO. El proyecto tiene derechos de minería para 36.2 millones de toneladas de reservas de mineral de níquel con un 1,86% de níquel, así como derechos para otros 70.0 millones de toneladas de recursos dentro de su área de licencia. En 2014, la planta PRONICO comenzó a operar y actualmente se está acercando a su capacidad de producción de más de 20 ton de Ni al año. Debido a las sanciones de la OFAC, CGN y PRONICO enfrentaron dificultades y tuvieron que detener su actividad. Sin embargo, en octubre de 2023, se anunció que la Oficina de Control de Activos Extranjeros del Departamento del Tesoro de los Estados Unidos (OFAC) otorgó una licencia a las subsidiarias guatemaltecas de Solway, Compañía Guatemalteca de Níquel (GCN) y Compañía Procesadora de Níquel de Izabal (PRONICO), para reanudar sus operaciones.
Planta de Ferro-Níquel Pobuzhskiy (PFP) en Ucrania. La instalación se ha convertido en un enfoque de producción de un solo producto: ferro-níquel producido a partir de minerales de laterita de níquel importados de Indonesia y Nueva Caledonia, y posteriormente, del proyecto de Solway en Guatemala. Desde 2003, Solway ha invertido más de 200 millones de dólares en la modernización de la PFP. La planta actualmente tiene una capacidad de producción anual de más de 22,000 toneladas métricas de Ni y más de 1,100,000 toneladas métricas de mineral de laterita seca. La Planta de Ferro-Níquel Pobuzhskiy es miembro de la Cámara de Comercio e Industria de Kiev.
En noviembre de 2022, la dirección de la planta de ferro-níquel de Pobuzhsky anunció la paralización forzada de su trabajo. La empresa no puede reiniciar los hornos debido a los ataques rusos al sistema energético ucraniano.
DOO Bucim en Macedonia del Norte. Desde 2005, Solway Investment Group ha invertido más de 50 millones de dólares en la mina Buchim. Hoy en día, Bucim es una mina a cielo abierto que produce concentrado de flotación prémium que contiene cobre y oro, así como una operación SX/EW que produce cobre catódico de grado LME. Buchim procesa más de 4,5 millones de toneladas de mineral al año y produce más de 40,000 toneladas de concentrado de cobre que contiene oro anualmente.Dentro del proyecto Buchim, Solway está desarrollando la mina Borov Dol, que extenderá la vida de la operación de Buchim hasta al menos 2028. Se destinarán aproximadamente 56 millones de dólares en gastos de capital totales al proyecto Borov Dol.
Proyecto de níquel Aquila, 2005, Indonesia. Aquila Nickel es un proyecto totalmente nuevo de níquel y cobalto, enfocado en la construcción de un gran productor de níquel de primera categoría en Indonesia. La base de recursos consta de 3 licencias y un depósito de Ni-Co de clase mundial en la isla de Halmahera. Actualmente, el proyecto cuenta con más de 120 millones de toneladas de mineral de laterita seco, con un promedio de 1,58% de níquel, así como más de 80 millones de toneladas de mineral de limonita seco, con un 1,15% de níquel y un 0,15% de cobalto. En 2017, el grupo obtuvo todas las licencias necesarias para avanzar a la siguiente etapa del proyecto, incluida la licencia principal de minería.
Kurilgeo, Isla Urup, (44) Rusia. Solway era propietaria y operaba el proyecto de minería de oro en la Isla Urup, una de las Islas Kuriles, en el Extremo Oriente de Rusia. En junio de 2022, Solway vendió el proyecto a la empresa armenia Far East Gold después de informar que "a pesar de la inversión limitada y las actividades operativas en Rusia, está abandonando todos sus proyectos en Rusia" en respuesta a la invasión rusa a Ucrania. 
Inversión en Coro Mining Corp en mayo de 2011, proyecto San Jorge Copper en la Provincia de Mendoza, Argentina. Hoy en día, el Grupo adquirió el 100% de propiedad del proyecto.
En 2021, inversiones en el proyecto de desarrollo de cobre en Estados Unidos: Nevada Copper Corp. (TSE:NCU) y Talon Metals Corp en Minnesota a través de Pallinghurst Resources Ltd.

## Críticas
La compañía ha sido acusada de soborno, corrupción y delitos ambientales, basados en documentos internos secretos enviados a la asociación periodística Forbidden Stories, liderada por el periodista francés y fundador Laurent Richard.
En respuesta a las acusaciones, la compañía lanzó una investigación independiente en diciembre de 2022, liderada por investigadores experimentados y respetables retirados del gobierno de Estados Unidos. Los resultados demostraron que la compañía no es propiedad, controlada, conectada o influenciada por rusos.
PRONICO, una subsidiaria de Solway en Guatemala, fue acusada de causar un desastre ambiental con emisiones de altos niveles de níquel en el lago más grande de Guatemala.
Un estudio independiente de la Universidad de San Carlos de Guatemala (USAC) concluyó que el color rojo del agua en el lago era producto de la contaminación, pero debido a residuos orgánicos y químicos en el río Polochic, uno de los más grandes de Guatemala, lo cual fue respaldado por el Ministerio del Medio Ambiente.
Según el ministro del Medio Ambiente, Sydney Samuels, entre los agentes contaminantes del lago se encuentran las comunidades circundantes y las aguas residuales del río Polochic, que fluyen hacia el Lago Izabal.
Las algas unicelulares se alimentan de residuos y entre sí, por lo que crecen en exceso. También indicó que fue el mismo proceso que ha iniciado en el lago de Amatitlán y nadie sabía cómo tratarlo.
Solway también fue acusada de retirar los filtros de las chimeneas por la noche, lo que los lugareños pensaban que era la causa del humo rojo de las chimeneas de la fábrica. Solway afirmó que las concentraciones excesivas de partículas finas en las comunidades se deben a fuentes de polvo no relacionadas con la planta, como el polvo de las carreteras y la incineración de residuos en los campos. El gerente de CGN añadió que se realiza un monitoreo constante, no solo del agua sino también del polvo y el ruido.

## Sanciones de la OFAC a las subsidiarias
En noviembre de 2022, la Oficina de Control de Activos Extranjeros del Departamento del Tesoro de los Estados Unidos (OFAC) impuso sanciones a Compañía Guatemalteca de Níquel (CGN) y Compañía Procesadora de Níquel (PRONICO), dos subsidiarias del Grupo Solway.
Según investigadores independientes, en su comunicado, la OFAC se refiere a acusaciones incorrectas, afirmando que Solway es una empresa rusa. Aunque existían conexiones entre Solway, su fundador y entidades e individuos empresariales rusos, la investigación no encontró evidencia de que Solway, su fundador o sus accionistas hayan estado histórica o actualmente controlados o influenciados de alguna manera por entidades o individuos rusos. Hasta la fecha, no se ha encontrado evidencia directa, indirecta, oculta, beneficiosa o informal de interés de propiedad corporativa privada rusa, entidad gubernamental o individual en Solway, CGN o PRONICO, ni en ninguno de sus accionistas o ejecutivos.
Una investigación de Newsweek sugirió que el gobierno de Estados Unidos está tratando de capitalizar las sanciones del Tesoro para asegurar acceso a los activos mineros de Solway en Guatemala en medio de una intensa competencia con China por recursos estratégicos.
El 29 de septiembre de 2023, las subsidiarias guatemaltecas del Grupo de Inversiones Solway obtuvieron una licencia de la OFAC para reanudar sus operaciones.